# Olympische Winterspiele 2002/Teilnehmer (Hongkong)
| Gelbes Symbol für Goldmedaillen mit stilisierten Olympischen Ringen | Graues Symbol für Silbermedaillen mit stilisierten Olympischen Ringen | Braundes Symbol für Bronzemedaillen mit stilisierten Olympischen Ringen |
| ------------------------------------------------------------------- | --------------------------------------------------------------------- | ----------------------------------------------------------------------- |
| —                                                                   | —                                                                     | —                                                                       |

Hongkong nahm an den Olympischen Winterspielen 2002 im US-amerikanischen Salt Lake City erstmals an Olympischen Winterspielen teil.
Es starteten jedoch nur zwei Athleten für Hongkong. Keine der beiden gewann eine Medaille.

## Teilnehmer

### Shorttrack
- Cordia Tsoi
500 m, Damen: 24. Platz
1000 m, Damen: 22. Platz

- Christy Ren
500 m, Damen: 29. Platz
1000 m, Damen: 23. Platz
1500 m, Damen: 26. Platz